# Turismo 2.0
Turismo 2.0 é a inserção das informações, práticas e serviços ligados a atividade turística na era da comunicação digital e da Internet. Mais especificamente, turismo 2.0 está diretamente ligado ao conceito de web 2.0, no qual não há estruturas fixas para o uso da internet e a interatividade entre os internautas e a plataforma é o carro chefe. Sendo assim, o termo Turismo 2.0 não se baseia apenas no uso da internet para prestação de serviços em turismo e sim em todos os efeitos que a organização da informação de forma radicular, a interatividade e poder do usuário tiveram nesse mercado.

## Origem
A origem do termo turismo 2.0 é difusa e não se aplica a nenhum autor específico. O termo aparece em várias citações pela rede e em inglês pode ser adaptado para Travel 2.0.
Turismo 2.0 é uma personalização do termo web 2.0 para o turismo.

## Evolução do Turismo na internet
Com a aceitação da internet como novo canal de distribuição de informação muita coisa mudou. As empresas tiveram de se adaptar ao meio on-line, mudando estratégias e investimentos; clientes e potenciais turistas ganharam um canal de fácil acesso, economizando em tempo e podendo pesquisar e comparar em um número maior de fontes, a hora que desejassem.
A internet, enquanto TI (tecnologia da informação), também teve suas ferramentas evoluindo constantemente. Aos poucos, a forma de como as pessoas interagiam no ambiente virtual mudou. E as novas maneiras de interatividade apresentadas na web estão estritamente ligadas ao que chamamos de web 2.0.
O advento da web 2.0 não foi repentino, houve um caminho percorrido, ou seja, a evolução da tecnologia da internet trouxe o ambiente virtual como plataforma, mas não de forma súbita. Os sites com informações turísticas surgiram junto com a popularização da internet, entre 1995 e 1996. Eles tinham a função apenas de passar as informações que as pessoas conseguiriam visitando a empresa ou destino, telefonando ou através de folheteria. Ou seja, a internet era utilizada para colocar em modo virtual os catálogos de serviços e produtos, e como vantagem, estariam a disposição do consumidor a qualquer momento. Para realizar reservas a pessoa teria de mandar e-mails, preencher cadastros e, provavelmente, confirmá-las através de visitas ou contatos diretos por telefone.
A transição para a web 2.0 veio no final dos anos 90. Os sites ampliaram seus serviços on-line, realizando reservas ao invés de apenas informar. Nesse período deu-se o crescimento do número de internautas, a internet se tornou mais acessível, ficou mais barata e surgiram os primeiros serviços de banda larga (maior velocidade de conexão). Com a massificação da internet, o usuário começou a tomar conta da web, criando seus próprios sites e comunidades virtuais que buscavam sintonia com grupos de mesmo interesse, trocando informações sobre o mais diversos assuntos, inclusive sobre viagens, experiências turísticas, sugestões etc.
Para não perder público, pois os internautas começaram a procurar webs “não oficiais” (não relacionadas às companhias do setor), as empresas desenvolveram suas páginas on-line de forma mais interativa, permitindo que os internautas trocassem experiências, dicas e emitissem sua opinião sobre determinada questão. Ao adotar esse estilo de maior interação dentro do meio ambiente virtual, os conceitos da web 2.0 foram permeando o setor turístico e se firmando como nova tendência.

## Prós e contras do turismo 2.0
Os usuários da internet se aproximaram mais um dos outros, compartilhando associações mentais e organizando automaticamente o conteúdo on-line. O setor turístico, agência de viagens e portais de informação também se inseriram por essa nova maneira de se comunicar via web. Mas com tal grau de liberdade, como prevenir o ambiente virtual de ser atacado por pessoas que querem lesar os outros ou que não tem interessam em utilizar a internet para o bem e utilidade de todos? Como o turista que busca informações na internet, em diversas fontes, pode separar o dado correto do ilícito ou irregular e que realmente tem o intuito de prejudicar tirar vantagem das pessoas?
Da mesma maneira que o compartilhamento de experiências e informações em rede permite a democratização das opções turísticas, criação de novas demandas, comparação de preços e pacotes mais efetivamente e etc., a grande quantidade de informação circulante e a credibilidade dúbia de suas origens pode deixar o internauta vulnerável às informações errôneas e/ou de má índole.

## Possível solução
A própria estrutura participativa das ferramentas web 2.0 cria mecanismos para se proteger de mal intencionados usuários. Os ambientes liberados para compartilhamento de conteúdo e formados de forma colaborativa possuem sempre algum tipo de moderação. Essa é feita, muitas vezes, por um próprio usuário, mantendo o mesmo nível dos outros internautas; em outras ocorre uma gestão coletiva, onde o bom senso da maioria trabalha para a manutenção da ordem.
A partir de recursos da web 2.0, potencializa-se a livre criação e a organização distribuída de informações compartilhadas através de associações mentais. Nestes casos importa menos a formação especializada dos membros individuais. A credibilidade e relevância dos materiais publicados é reconhecida a partir da constante dinâmica de construção e atualização coletiva.
Mesmo assim, é comum que mal intencionados consigam driblar esse mecanismo.
É preciso que haja uma educação coletiva de como e para que usar os recursos da internet, de forma que os usuários possam entender de fato sua dinâmica para cercarem-se de cuidados e se protegerem da informações duvidosas.